# Uncobotyodes patulalis
Uncobotyodes patulalis is een vlinder uit de familie van de grasmotten (Crambidae). De wetenschappelijke naam van deze soort is voor het eerst voorgesteld als Botys patulalis door Francis Walker in een publicatie uit 1866.
De soort komt voor in India (West-Bengalen), Bhutan, China (o.a. Hong-Kong).